# Václav Korunka
Václav Korunka, född den 25 december 1965 i Jilemnice, är en tjeckisk före detta längdåkare som var aktiv mellan 1988 och 1999, vilket innebar att han representerade såväl Tjeckoslovakien som Tjeckien. Vid OS i Calgary 1988 var han med i det tjeckoslovakiska stafettlag som kom trea.
Han har även ett brons från VM 1989 i Lahtis, även det i stafett.